# カプ＝フランセの海戦
カプ＝フランセの海戦（カプ＝フランセのかいせん、英語: Battle of Cap-Français）は七年戦争中の1757年10月21日、サン＝ドマングのカプ＝フランセ沖（現ハイチ領カパイシャン）において生起したイギリス艦隊とフランス艦隊の間の海戦。イギリスのアーサー・フォレスト代将率いる戦列艦3隻はサン＝ドマングでフランス行きの商船を攻撃する任務についていたが、その護衛であったギー＝フランソワ・ド・ケルサン率いるフランス艦隊が大幅に増強されていたことが判明した。ケルサンがイギリス艦隊を撃退しようとしたためフォレストは反撃してフランス艦隊に損害を与えた。しかし艦隊の規模ではフランスが上だったためイギリス艦隊も大損害を被り、戦闘から数時間後にフランス艦隊が離脱して港へ戻るとケルサンも艦船の修理に港へ戻った。フランスの商船は翌月に再び出発してフランスについた。
戦闘は決着がつかなかったが、イギリスの士官たちは劣勢にもかかわらず勇敢にも戦いに挑んだとしてイギリスで英雄視された。この時の士官の1人の甥がホレーショ・ネルソンであった。彼はこの戦闘の日付を吉兆とみなしたが、48年後の同日にも同じくフランス艦隊とトラファルガーの海戦を戦っている。

## 背景
アーサー・フォレスト代将率いる戦列艦3隻はトマス・コーツ少将の命令でジャマイカから出航してフランスへ帰る船隊を襲撃しようとした。イギリス艦隊には旗艦の60門艦オーガスタ、同じく60門艦でモーリス・サックリングを艦長とするドレッドノート、そしてウィリアム・ラングドン艦長の64門艦エディンバラがあった。艦隊は10月21日にカプ＝フランセ沖に着き、フランス船隊の捜索を始めた。
フランス商船隊の護衛であったギー＝フランソワ・ド・ケルサン率いるフランス艦隊は直近に大幅に強化されており、フォレスト艦隊が到着した時点で戦列艦4隻と大型なフリゲート3隻があった。自軍が多勢なのをわかっていたので、ケルサンはイギリス艦隊がついですぐ攻撃をしかけて拿捕しようとした。ケルサン艦隊は旗艦の70門艦 アントレピードのほか、クラヴェーレ艦長の70門艦セプトレ、ムリュー艦長の64門艦オピニアトレ、フーコー艦長の50門艦グリニッジ、44門フリゲートのウターデ、32門フリゲートのスヴァージェ、およびフリゲートのリコーナがあった。

## 戦闘
フランス護衛艦隊が予想よりずっと大規模でこちらに向かっていることを知ると、フォレストは全艦長を招いてオーガスタの後甲板で会議を開いた。フォレストが「諸君、彼らは私たちと交戦しようと出てきたようだね」と言うと、サックリングは「彼らを失望させてしまうことが残念だね」と返答、ラングドンも同意した。フォレストは「よかろう、各自船に戻れ」と言って会議を終結させ、ラングドンとサックリングはそのようにした。30秒しかかからなかった会議であった。
イギリス艦隊は前からサックリングのドレッドノート、フォレストのオーガスタ、そしてラングドンのエディンバラと一列に並び、フランス艦隊が多勢にもかかわらず、それに向かって進んだ。戦闘は午後3時20分に始まり、2時間半続いた後、ケルサンが自軍のフリゲートに損傷した旗艦アントレピードを牽引する命令を下した。しかし、この命令がフランス艦隊の混乱を招き、アントレピードやグリニッジなどフランス船数隻がお互いに絡まってしまい、絡まりを解くまでオーガスタとエディンバラの激しい砲火に晒される結果となった。
そのほかのフランス船は戦闘から離脱した。イギリス艦隊はすでに戦死23と負傷89（オーガスタは戦死9、負傷29、ドレッドノートは戦死9、負傷30、エディンバラは戦死5、負傷30）の損害を出し、マストと帆柱がバラバラになっており、追撃できる状態になかったため、ジャマイカに戻って修理を行った。戦闘で負傷したケルサンもカプ＝フランセに戻って戦艦の修理を行った後、11月に再び商船を護送してフランスへ出発した。フランス艦隊の損害は死傷者約500-600で、アントレピードはマストが破れ、グリニッジは水漏れがひどかった。

## その後
戦闘は決着がつかず、ケルサンが護送した商船は遅れたが11月の再出港で無事にフランスに着いた。しかし、イギリスの艦長たちは多勢のフランス艦隊に果敢にも攻撃を仕掛けたことを賞賛された。海軍歴史家のジョン・ノックス・ロートンは「作戦の功労者はフォレストと彼の部下たちであり、彼らは躊躇もせずに格上の相手に攻撃して、まるで全く不利ではなかったように戦った」と評価した。しかし、ケルサンには不幸が待っていた。護送艦隊は嵐に巻き込まれ、アントレピード、グリニッジとウターデがフランスを目前にして難破してしまったのであった。グリニッジは1757年3月18日、ロバート・ロッダムを艦長にしてサン＝ドマング外洋を航行していたとき、フランスのジョセフ・ド・ボッフルモン代将に2日間追跡された末に拿捕されたが、1758年1月1日に難破したことで早くもその役目を終えた。
戦闘、およびイギリス軍の勇猛さの記憶は18世紀を通して残った。モーリス・サックリングの甥ホレーショ・ネルソンは叔父の武勇伝を知っていたとされ、ヴィクトリーの軍医ウィリアム・ビーティは48年後の同じ日、1805年10月21日にネルソンが（理由を言わずに）「10月21日は彼の家族において最も嬉しい日である」と述べたとしている。彼はまたしばしばトマス・ハーディやアレクサンダー・ジョン・スコットに「10月21日は我々の日になる」と言ったという。そして、その日はトラファルガーの海戦の勝利の日、および彼の死亡の日となった。